# Virginia Squires
I Virginia Squires furono una franchigia di pallacanestro della American Basketball Association, attiva, sotto diversi nomi e in diverse città, tra il 1967 e il 1976.

## Oakland Oaks
La franchigia venne creata nel 1967 a Oakland, assumendo il nome prima di Oakland Americans e poi quello di Oakland Oaks; tra i soci fondatori, da segnalare è la presenza di Pat Boone, cantante e attore. I primi anni furono un susseguirsi di problemi legali con i "vicini" dei San Francisco Warriors, contrasti dovuti, tra gli altri motivi, per i diritti su Rick Barry, che fu costretto dal tribunale a non giocare per la prima stagione in ABA, a causa del diritto di opzione ad un altro anno che ogni contratto NBA portava con sè e che i San Francisco Warriors esercitarono su Rick Barry.
Gli Oakland Oaks allenati da Alex Hannum, già 2 volte campione NBA con 2 squadre diverse, vinsero il titolo ABA nel 1969 anche senza Rick Barry infortunatosi gravemente a metà stagione, dopo aver concluso la Regular Season con un record di 60-18, sconfiggendo nei playoff i Denver Rockets in 7 partite, i New Orleans Buccaneers in 4 e i Pacers in finale in 5, trascinati da Warren Jabali Rookie dell' anno, che concluse le Finals con 33,2 punti e 12,4 rimbalzi di media a partita con il titolo di MVP dei Playoff, diventando la prima squadra della costa Ovest a vincere un campionato nella storia del basket professionistico americano.

## Washington Caps
Visti i numerosi problemi economici, la franchigia venne venduta all'investitore e avvocato Earl Foreman che era stato coproprietario dei Philadelphia Eagles e che già in passato in NBA aveva contribuito a spostare i Chicago Zephyrs a Baltimora; trasferì la squadra a Washington D.C., assumendo quindi il nome di Washington Caps. Per motivi tuttora ignoti, la squadra rimase nella ABA Western Division, costringendo quindi a lunghissime trasferte e giocando molte partite casalinghe in campo neutro, alcune delle quali a Los Angeles.

## Virginia Squires
Dopo una sola stagione, dovendo competere anche con i vicini e già affermati Baltimore Bullets in NBA, Foreman trasferì la squadra in Virginia, giocando le partite casalinghe in quattro diverse città: a Norfolk (dove vennero disputate più della metà delle partite), Hampton, Richmond e Roanoke.
Il 1º settembre 1970, Rick Barry, dopo un'intervista dei mesi precedenti, in cui criticava apertamente la Virginia, venne ceduto ai New York Nets: nonostante ciò la stagione 1970-71 vide la vittoria della ABA Eastern Division (Regular Season) guidati dal Rookie dell'anno e futuro Hall of Famer Charlie Scott, terminando la stagione con un record di 55-29 a cui si aggiunse la vittoria nella prima serie di playoff per 4 gare a 2 proprio contro i Nets di Rick Barry; la corsa si interruppe al turno successivo quando vennero eliminati per 4 gare a 2 ad opera dei Kentucky Colonels.
La stagione successiva alla squadra venne aggiunto un giovane Julius Erving, ma a Marzo 1972 poco prima dei playoff Charlie Scott passò in NBA ai Phoenix Suns; nonostante questo la squadra allenata da Al Bianchi sconfisse al primo turno 4 a 0 i Floridians, per poi portarsi avanti per 3 gare a 2 contro i Nets, perdendo però le ultime due partite e in particolare gara 7 giocata a Norfolk, sfiorando solamente l'accesso alle Finals.
Nella stagione 1972-73 gli Squires metteranno sotto contratto un altro grande giocatore: George Gervin.
Per far fronte ai sempre più pressanti impegni economici Julius Erving, corteggiato anche da franchigie NBA disposte ad offrirgli ingaggi molto superiori, venne ceduto ai New York Nets nel 1973 restando così in ABA.
George Gervin verrà ceduto successivamente prima del termine della stagione 1973-1974 dopo aver disputato 50 partite stagionali ai San Antonio Spurs scatenando il malcontento e le proteste dei tifosi contro Foreman e la società; i sostituti si dimostrarono non dello stesso livello e questo indebolì ulteriormente la squadra, che nelle ultime due stagioni chiuse con meno di 20 vittorie la regular season mancando l'accesso ai playoff.
Il 10 maggio 1976 la franchigia venne ufficialmente sciolta per mancanza di coperture finanziarie a garanzia, un mese prima della fusione fra ABA e NBA precludendo la possibilità di entrare assieme alle altre squadre in NBA, o quantomeno di ottenere una compensazione economica.

## Record stagione per stagione
| Campione ABA | Campione di Division (Playoffs) | Campione di Division (Regular Season) |

| Stagione         | V   | P   | %    | Play-off                                                               | Risultati                                                         |
| ---------------- | --- | --- | ---- | ---------------------------------------------------------------------- | ----------------------------------------------------------------- |
| Oakland Oaks     |     |     |      |                                                                        |                                                                   |
| 1967-68          | 22  | 56  | 28,2 | -                                                                      | -                                                                 |
| 1968-69          | 60  | 18  | 76,9 | Vincono Semifinali Division Vincono Finali Division Vincono Finali ABA | Oakland 4, Denver 3 Oakland 4, New Orleans 0 Oakland 4, Indiana 1 |
| Washington Caps  |     |     |      |                                                                        |                                                                   |
| 1969-1970        | 44  | 40  | 52,4 | Perdono Semifinali Division                                            | Denver 4, Washington 3                                            |
| Virginia Squires |     |     |      |                                                                        |                                                                   |
| 1970-71          | 55  | 29  | 65,5 | Vincono Semifinali Division Perdono Finali Division                    | Virginia 4, New York 2 Kentucky 4, Virginia 2                     |
| 1971-72          | 45  | 39  | 53,6 | Vincono Semifinali Division Perdono Finali Division                    | Virginia 4, The Floridians 0 New York 4, Virginia 3               |
| 1972-73          | 42  | 42  | 50,0 | Perdono Semifinali Division                                            | Kentucky 4, Virginia 1                                            |
| 1973-74          | 28  | 56  | 33,3 | Perdono Semifinali Division                                            | New York 4, Virginia 1                                            |
| 1974-75          | 15  | 69  | 17,9 | -                                                                      | -                                                                 |
| 1975-76          | 15  | 68  | 18,1 | -                                                                      | -                                                                 |
| Totale ABA       | 326 | 417 | 43,9 |                                                                        |                                                                   |
| Playoff ABA      | 30  | 26  | 53,6 | 1 Titolo ABA                                                           | 1 Titolo ABA                                                      |

## Membri della Basketball Hall of Fame
| Membri dei Oakland Oaks/Washington Caps nella Basketball Hall of Fame | Membri dei Oakland Oaks/Washington Caps nella Basketball Hall of Fame | Membri dei Oakland Oaks/Washington Caps nella Basketball Hall of Fame | Membri dei Oakland Oaks/Washington Caps nella Basketball Hall of Fame | Membri dei Oakland Oaks/Washington Caps nella Basketball Hall of Fame |
| Giocatori                                                             | Giocatori                                                             | Giocatori                                                             | Giocatori                                                             | Giocatori                                                             |
| Num.                                                                  | Nome                                                                  | Ruolo                                                                 | Stagione/i                                                            | Introdotto                                                            |
| --------------------------------------------------------------------- | --------------------------------------------------------------------- | --------------------------------------------------------------------- | --------------------------------------------------------------------- | --------------------------------------------------------------------- |
| 24                                                                    | Rick Barry                                                            | AP                                                                    | 1968–1970                                                             | 1987                                                                  |
| Allenatori                                                            |                                                                       |                                                                       |                                                                       |                                                                       |
| Nome                                                                  | Nome                                                                  | Ruolo                                                                 | Stagione/i                                                            | Introdotto                                                            |
| 11                                                                    | Larry Brown                                                           | PG                                                                    | 1968–1969                                                             | 2002                                                                  |
| Alex Hannum                                                           | Alex Hannum                                                           | Allenatore                                                            | 1968–1969                                                             | 1998                                                                  |

| Membri dei Virginia Squires nella Basketball Hall of Fame | Membri dei Virginia Squires nella Basketball Hall of Fame | Membri dei Virginia Squires nella Basketball Hall of Fame | Membri dei Virginia Squires nella Basketball Hall of Fame | Membri dei Virginia Squires nella Basketball Hall of Fame |
| Giocatori                                                 | Giocatori                                                 | Giocatori                                                 | Giocatori                                                 | Giocatori                                                 |
| Num.                                                      | Nome                                                      | Ruolo                                                     | Stagione/i                                                | Introdotto                                                |
| --------------------------------------------------------- | --------------------------------------------------------- | --------------------------------------------------------- | --------------------------------------------------------- | --------------------------------------------------------- |
| 32                                                        | Julius Erving                                             | AP                                                        | 1971–1973                                                 | 1993                                                      |
| 44                                                        | George Gervin                                             | SG/ AP                                                    | 1972–1974                                                 | 1996                                                      |
| 33                                                        | Charlie Scott                                             | SG/ PG                                                    | 1970–1972                                                 | 2018                                                      |
| Zelmo Beaty                                               | Zelmo Beaty                                               | Allenatore                                                | 1976                                                      | 2016                                                      |

## Allenatori
| Legenda | Legenda                                                                      |
| ------- | ---------------------------------------------------------------------------- |
| PA      | Partite allenate                                                             |
| V       | Vittorie                                                                     |
| S       | Sconfitte                                                                    |
| V%      | Percentuale di vittorie                                                      |
|         | Ha trascorso l'intera sua carriera da allenatore ABA con i Oaks/Caps/Squires |
|         | Eletto nella Basketball Hall of Fame come Allenatore                         |

| Oakland Oaks     |                |           |     |     |     |      |    |    |    |      |                   |       |
| 1                | Bruce Hale     | 1967-1968 | 78  | 22  | 56  | .282 | —  | —  | —  | —    |                   | [ 1 ] |
| 2                | Alex Hannum    | 1968–1969 | 78  | 60  | 18  | .769 | 16 | 12 | 4  | .750 | 1 Titolo ABA 1969 | [ 2 ] |
| Washington Caps  |                |           |     |     |     |      |    |    |    |      |                   |       |
| 3                | Al Bianchi     | 1969-1970 | 84  | 44  | 40  | .524 | 7  | 3  | 4  | .429 |                   | [ 3 ] |
| Virginia Squires |                |           |     |     |     |      |    |    |    |      |                   |       |
| -                | Al Bianchi     | 1970-1975 | 427 | 186 | 241 | .436 | 33 | 15 | 18 | .455 |                   | [ 3 ] |
| 4                | Mack Calvin    | 1975      | 6   | 0   | 6   | .000 | —  | —  | —  | —    |                   | [ 4 ] |
| 5                | Bill Musselman | 1975-1976 | 26  | 4   | 22  | .154 | —  | —  | —  | —    |                   | [ 5 ] |
| 6                | Jack Ankerson  | 1976      | 2   | 1   | 1   | .500 | —  | —  | —  | —    |                   | [ 6 ] |
| 7                | Zelmo Beaty    | 1976      | 42  | 9   | 33  | .214 | —  | —  | —  | —    |                   | [ 7 ] |

## Leader di franchigia
Le statistiche prendono in considerazione le partite di regular season ABA.
| Punti Totali 1. Jim Eakins: 6.162 2. Charlie Scott: 4.800 3. Julius Erving: 4.558 4. Fatty Taylor: 4.160 5. George Carter: 4.048 Punti a partita 1. Charlie Scott: 30,6 2. Julius Erving: 29,4 3. Warren Jabali: 22,0 4. George Carter: 17,8 5. Gary Bradds: 15,3 | Presenze 1. Jim Eakins: 518 2. Fatty Taylor: 485 3. George Irvine: 322 4. Dave Twardzik: 256 5. George Carter: 228 Palle Rubate 1. Fatty Taylor: 631 2. Dave Twardzik: 254 3. Julius Erving: 181 4. Ticky Burden: 103 5. Mike Jackson: 93 | Rimbalzi 1. Jim Eakins: 4.268 2. Ira Harge: 2.438 3. Julius Erving: 2.186 4. Fatty Taylor: 2.092 5. George Carter: 1.610 Stoppate 1. Jim Eakins: 270 2. David Vaughn: 128 3. Julius Erving: 127 4. George Gervin: 86 5. Mike Green: 80 | Assist 1. Fatty Taylor: 1.938 2. Larry Brown: 1.247 3. Jim Eakins: 1.000 4. Dave Twardzik: 883 5. Charlie Scott: 819 Tiro da 3 Punti 1. Mike Barrett: 90 2. Charlie Scott: 45 3. Lloyd Batts: 42 4. Johnny Neumann: 42 5. George Carter: 39 |

## Palmarès
Titoli ABA: 1
Oakland Oaks: 1969
Titoli ABA Division (Playoffs): 1
Oakland Oaks: 1969
Titoli ABA Division (Regular Season): 2
Oakland Oaks: 1968-69
Virginia Squires: 1970-71

## Riconoscimenti individuali
ABA Playoffs Most Valuable Player
- Warren Jabali - 1969

ABA Rookie of the Year Award (record)
- Warren Jabali - 1969
- Charlie Scott - 1970
- Swen Nater - 1974

ABA All-Rookie Team (record condiviso con i New York Nets)
- Warren Jabali - 1969
- Mike Barrett - 1970
- Charlie Scott - 1971
- Julius Erving - 1972
- Swen Nater - 1974
- Ticky Burden - 1976

ABA Coach of the Year Award
- Alex Hannum - 1969
- Al Bianchi - 1971

ABA All-Time Team
- Rick Barry
- Mack Calvin
- Julius Erving
- George Gervin
- Warren Jabali
- Doug Moe
- Charlie Scott
- Willie Wise

All-ABA First Team
- Rick Barry - 1969, 1970
- Charlie Scott - 1971
- Julius Erving - 1973

All-ABA Second Team
- Doug Moe - 1969
- Julius Erving - 1972
- Charlie Scott - 1972
- Swen Nater - 1974

ABA All-Defensive Team
- Fatty Taylor - 1973, 1974

ABA All-Star Game head coaches
- Alex Hannum – 1969
- Al Bianchi – 1971

ABA All-Star Game
- Rick Barry - 1969, 1970
- Larry Brown - 1969, 1970
- Charlie Scott - 1971, 1972
- Julius Erving - 1972, 1973
- Levern Tart - 1968
- Doug Moe - 1969
- Warren Jabali - 1970
- George Carter - 1971
- Neil Johnson - 1971
- George Gervin - 1974
- Jim Eakins - 1974
- Dave Twardzik - 1975